# Kassena Nankana West
Kassena Nankana West är ett distrikt i Ghana.   Det ligger i regionen Övre östra regionen, i den norra delen av landet, 600 km norr om huvudstaden Accra.